# Gerrit Plomp
Gerrit Plomp (Utrecht, 27 juni 1963) is een Nederlands voormalig voetballer. Hij stond onder contract bij FC Utrecht, VfL Bochum, Feyenoord en Fortuna Sittard.
Na zijn carrière als profvoetballer werd Plomp trainer in het amateurvoetbal. Hij was hoofdtrainer bij Geinoord, Huizen, Vriendenschaar, FC de Bilt, Geinoord en SO Soest. Plomp is nu hoofdtrainer van de club waar in zijn jeugd voetbalde; tweedeklasser ucs EDO uit Utrecht.

## Clubstatistieken
| Seizoen | Club              | Land      | Competitie | Duels | Goals |
| ------- | ----------------- | --------- | ---------- | ----- | ----- |
| 1983/84 | FC Utrecht        | Nederland | Eredivisie | 12    | 1     |
| 1984/85 | FC Utrecht        | Nederland | Eredivisie | 20    | 1     |
| 1985/86 | FC Utrecht        | Nederland | Eredivisie | 25    | 0     |
| 1986/87 | FC Utrecht        | Nederland | Eredivisie | 33    | 2     |
| 1987/88 | FC Utrecht        | Nederland | Eredivisie | 34    | 5     |
| 1988/89 | FC Utrecht        | Nederland | Eredivisie | 33    | 7     |
| 1989/90 | VfL Bochum        | Duitsland | Bundesliga | 10    | 0     |
| 1989/90 | Feyenoord         | Nederland | Eredivisie | 11    | 0     |
| 1990/91 | Feyenoord         | Nederland | Eredivisie | 0     | 0     |
| 1990/91 | → Fortuna Sittard | Nederland | Eredivisie | 13    | 0     |
| 1991/92 | Feyenoord         | Nederland | Eredivisie | 1     | 0     |
| Totaal  | Totaal            | Totaal    | Totaal     | 192   | 16    |

## Erelijst
FC Utrecht
- KNVB beker

1985